# Tepuiacris
Tepuiacris is een geslacht van rechtvleugeligen uit de familie Romaleidae. De wetenschappelijke naam van dit geslacht is voor het eerst geldig gepubliceerd in 2002 door Carbonell.

## Soorten
Het geslacht Tepuiacris  is monotypisch en omvat slechts de volgende soort:
- Tepuiacris duidae (Carbonell, 2002)